# El Salto, Atoyac de Álvarez
El Salto är en ort i Mexiko.   Den ligger i kommunen Atoyac de Álvarez och delstaten Guerrero, i den södra delen av landet, 280 km sydväst om huvudstaden Mexico City. El Salto ligger 158 meter över havet och antalet invånare är 277.
Terrängen runt El Salto är varierad. Runt El Salto är det ganska tätbefolkat, med 52 invånare per kvadratkilometer. Närmaste större samhälle är Atoyac de Álvarez, 5,9 km söder om El Salto. I omgivningarna runt El Salto växer i huvudsak lövfällande lövskog.